# Brycinus nigricauda
Brycinus nigricauda är en fiskart som först beskrevs av Thys van den Audenaerde, 1974.  Brycinus nigricauda ingår i släktet Brycinus och familjen Alestidae. IUCN kategoriserar arten globalt som nära hotad. Inga underarter finns listade.